# Hanaiborchella paica
Hanaiborchella paica is een mosselkreeftjessoort uit de familie van de Cytheridae. De wetenschappelijke naam van de soort is voor het eerst geldig gepubliceerd in 1986 door Hu.